# Abrevierile poștale ale Statelor Unite ale Americii

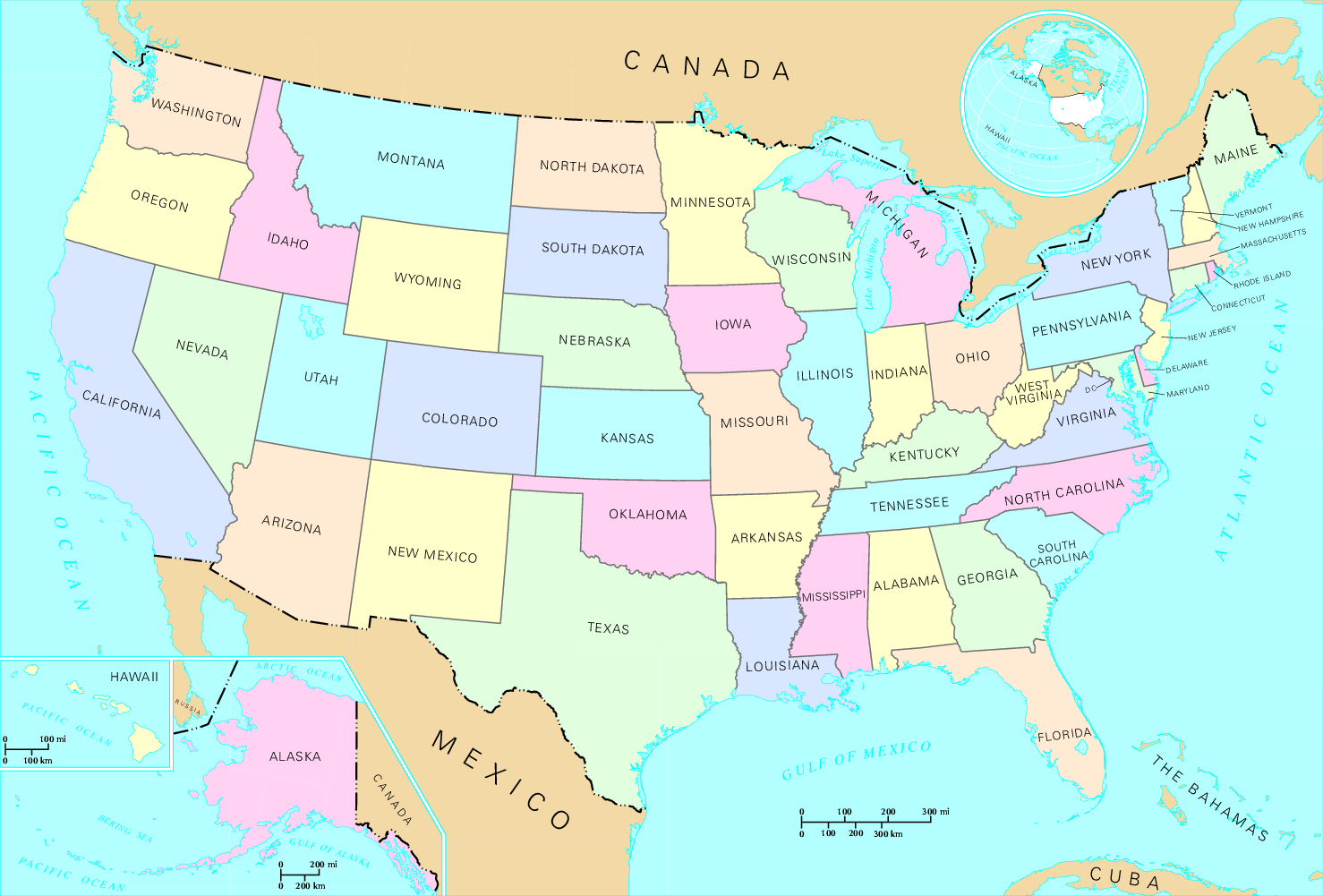
Harta politică a SUA

Acest articol este o listă a abrevierilor poștale utilizate de Serviciul Poștal al Statelor Unite ale Americii -- United States Postal Service.  Aceste abrevieri sunt utilizate pentru ușurarea sortării și procesării diferitelor forme de mesagerii poștale folosind echipamente automate de tipul recunoașterii optice a caracterelor folosite în scris (vedeți website-ul USPS).

## State
Codurile poștale ale entităților administrative ale Statelor Unite ale Americii sunt alfabetizate după abrevierea poștală și nu după numele statului respectiv.  Puteți vedea la conexiunea următoare o listă strict alfabetică a tuturor statelor Uniunii.
| Abrev. stat | FIPS State Code | Stat        |
| AK          | 02              | Alaska      |
| AL          | 01              | Alabama     |
| AR          | 05              | Arkansas    |
| AZ          | 04              | Arizona     |
| CA          | 06              | California  |
| CO          | 08              | Colorado    |
| CT          | 09              | Connecticut |
| DE          | 10              | Delaware    |
| FL          | 12              | Florida     |
| GA          | 13              | Georgia     |
| HI          | 15              | Hawaii      |
| IA          | 19              | Iowa        |
| ID          | 16              | Idaho       |
| IL          | 17              | Illinois    |
| IN          | 18              | Indiana     |
| KS          | 20              | Kansas      |
| KY          | 21              | Kentucky    |

| Abrev. stat | FIPS State Code | Stat             |
| LA          | 22              | Louisiana        |
| MA          | 25              | Massachusetts    |
| MD          | 24              | Maryland         |
| ME          | 23              | Maine            |
| MI          | 26              | Michigan         |
| MN          | 27              | Minnesota        |
| MO          | 29              | Missouri         |
| MS          | 28              | Mississippi      |
| MT          | 30              | Montana          |
| NC          | 37              | Carolina de Nord |
| ND          | 38              | Dakota de Nord   |
| NE          | 31              | Nebraska         |
| NH          | 33              | New Hampshire    |
| NJ          | 34              | New Jersey       |
| NM          | 35              | New Mexico       |
| NV          | 32              | Nevada           |
| NY          | 36              | New York         |

| Abrev. stat | FIPS State Code | Stat             |
| OH          | 39              | Ohio             |
| OK          | 40              | Oklahoma         |
| OR          | 41              | Oregon           |
| PA          | 42              | Pennsylvania     |
| RI          | 44              | Rhode Island     |
| SC          | 45              | Carolina de Sud  |
| SD          | 46              | Dakota de Sud    |
| TN          | 47              | Tennessee        |
| TX          | 48              | Texas            |
| UT          | 49              | Utah             |
| VA          | 51              | Virginia         |
| VT          | 50              | Vermont          |
| WA          | 53              | Washington       |
| WI          | 55              | Wisconsin        |
| WV          | 54              | Virginia de Vest |
| WY          | 56              | Wyoming          |

Aceste coduri poștale nu coincid cu nici unul din abrevierile poștale folosite în Canada.

## Alte coduri poștale

### Districte federale
| Abreviere | FIPS State Code | Locație              |
| DC        | 11              | District of Columbia |

### Zone insulare
| Abrevieri | FIPS State Code | Locație                  |
| AS        | 60              | American Samoa           |
| GU        | 66              | Guam                     |
| MP        | 69              | Northern Mariana Islands |
| PR        | 72              | Puerto Rico              |
| VI        | 78              | U.S. Virgin Islands      |

### State liber asociate
| Abreviere | FIPS State Code | Locație                        |
| FM        | 64              | Federated States of Micronesia |
| MH        | 68              | Marshall Islands               |
| PW        | 70              | Palau                          |

### Forțele armate
| Abreviere | FIPS State Code | Locație |
| AA        |                 | Forțele armate americane (cu excepția Canadei)                                                                                                 |
| AE        |                 | Forțele armate din Europa (cuprinzând toate USARAEUR) Forțele armate din Canada Forțele armate din Orientul Mijlociu Forțele armate din Africa |
| AP        |                 | Forțele armate din Pacific |

### Coduri poștale vechi
| Abreviere | FIPS State Code | Locație                                |
| CZ        |                 | Canal Zone                             |
| TT        |                 | Trust Territory of the Pacific Islands |
| PI        |                 | Insulele Philippine                    |

## Exemplu de adresă (ficțională, dar „corectă”)
În sistemul poștal al Statelor Unite, numărul unei clădiri (al unei adrese anumite) se scrie înaintea numelui străzii (Street, Avenue, Lane, Boulevard, Circle, etc.).
John Doe
3589 Oak Lane
Florham Park, NJ  07932-4792
După 1990, USPS a început să folosească pentru oricare din codurile poștale de cinci cifre și o extensie de patru cifre (adăugată la sfârșitul codului poștal cu o liniuță de despărțire), care localizeză mult mai precis adresa în cazul oricărei zone geografice acoperită de un prefix poștal.

## Diverse
Din cele 50 de abrevieri ale celor 50 de state:
- 19 state sunt abreviate după primele două litere din nume:

AL, AR, CA*, CO*, DE*, FL, ID, IL, IN, MA, MI, NE, OH, OK, OR, UT, WA, WI și WY;
- 15 state sunt abreviate după prima și ultima literă din numele statului:

CA*, CO*, CT, DE*, GA, HI, IA, KS, KY, LA, MD, ME, PA, VA și VT;
- 10 din statele cu nume format din două cuvinte, sunt abreviate prin utilizarea primei litere a fiecăruia din cele două nume:

NC, ND, NH, NJ, NM, NY, RI, SC, SD și WV;
- În cazul a 9 state, a doua literă face parte din nume, deseori aceasta fiind cea de a doua consoană (cu excepția notabilă a statului Missouri, în care caz este o vocală, pentru ca abrevierea sa să nu fi confundată cu abrevierea statului Mississippi):

AK, AZ, MN, MO, MS, MT, NV, TN și TX;
* trei state, CA*, CO* și DE* au a doua și ultima literă identică.